# Eugen Goldstein
Eugen Goldstein (Gliwice, 5 settembre 1850 – Berlino, 25 dicembre 1930) è stato un fisico tedesco, a cui si deve la scoperta della presenza di radiazioni positive emanate dagli atomi.

## Biografia
Arrivò a stabilire l'esistenza delle particelle aventi carica positiva, i protoni: fino ad allora, (1886), si credeva che l'atomo fosse indivisibile .
Elaborò, in base ai suoi studi, una teoria atomica che non è di molto cambiata ad oggi; nonostante questo, non ebbe grande popolarità in vita, e tuttora non è certamente tra gli scienziati più conosciuti.
Adottò, nei suoi esperimenti, il tubo di Crookes, che, in seguito, avrebbero permesso la scoperta degli elettroni; egli, però, lavorò sulle scariche elettriche applicate a gas rarefatti.
Era stato  Goldstein, nel 1886, a dare il nome al raggio catodico.